# Eruzione acneiforme
Con la terminologia eruzione acneiforme si fa riferimento ad un gruppo di dermatosi, tra cui acne, rosacea, follicolite e dermatite periorale. Il termine "acneiforme" si riferisce letteralmente all'apparente somiglianza all'acne.
La terminologia utilizzata in questo campo può essere complessa, e talvolta contraddittoria. Alcune fonti considerano l'acne parte della diagnosi differenziale per una eruzione acneiforme. Altre fonti classificano l'acne nell'eruzione acneiforme. MeSH esclude esplicitamente la dermatite periorale dalla categoria delle "eruzioni acneiformi", anche se raggruppa le eruzioni acneiformi e la dermatite periorale sotto a "dermatosi del viso".